# Savezna obavještajna služba
Savezna obavještajna služba (njem.: Bundesnachrichtendienst, BND) je obavještajna služba Savezne Republike Njemačke zadužena za djelovanje u inozemstvu. Sjedište BND-a nalazi se u Berlinu i najveće je sjedište obavještajne službe na svijetu. BND djeluje na 300 lokacija u Njemačkoj i inozemstvu. Savezna obavještajna služba je u 2016. godini zapošljavala oko 6,500 ljudi, od čega 10% vojnika Bundeswehra, koji su zaposleni u Uredu za vojne znanosti (Amt für Militärkunde). Proračun BND-a za 2019. godinu iznosi 966 milijuna eura.
BND je osnovan 1956. godine za vrijeme Hladnog rata kao sljednik tkz. Organizacije Gehlen (Organisation Gehlen) nazvanom po Reinhardu Gehlenu, ravnatelju organizacije i kasnije prvom ravnatelju BND-a koji se smatra za jednog od legendarnih špijunskih majstora Hladnoga rata. BND je bio prvenstveno zadužen za informacije o Istočnom bloku. 
BND je dio njemačke obavještajne zajednice zajedno sa sigurnosnom službom BfV i vojnom sigurnosnom službom BAMAD.

## Ustroj
Savezna obavještajna služba je u 2016. godini zapošljavala oko 6,500 ljudi, od čega 10% vojnika Bundeswehra, koji su zaposleni u Uredu za vojne znanosti (Amt für Militärkunde). 
Proračun BND-a za 2019. godinu iznosi 966.482 milijuna eura ili 7,1 milijardu kuna.
Savezna obavještajna služba je podijeljena na uprave:
- Regionalna analiza i nabava A (LA) i regionalna analiza i nabava B (LB)
- Međunarodni terorizam i međunarodni organizirani kriminal (TE)
- Širenje oružja, NBK (ABC) oružje, Vojna tehnologija (TW)
- Tehničko prosvjećivanje (TA) (Presretanje komunikacije)
- Ukupno stanje i pomoćne specijalističke usluge (GU)
- Unutarnje službe (ID)
- Informacijska tehnologija (IT)
- Središnji odjel (ZY)
- Unutarnja sigurnost (SI)
- Premještanje u Berlin (UM)

## Ravnatelji
| Ravnatelj             | Razdoblje     |
| --------------------- | ------------- |
| Reinhard Gehlen       | 1956. – 1968. |
| Gerhard Wessel        | 1968. – 1978. |
| Klaus Kinkel          | 1979. – 1982. |
| Eberhard Blum         | 1982. – 1985. |
| Heribert Hellenbroich | 1985. – 1985. |
| Hans-Georg Wieck      | 1985. – 1990. |
| Konrad Porzner        | 1990. – 1996. |
| Gerhard Güllich       | 1996. – 1996. |
| Hansjörg Geiger       | 1996. – 1998. |
| August Hanning        | 1998. – 2005. |
| Ernst Uhrlau          | 2005. – 2011. |
| Gerhard Schindler     | 2011. – 2016. |
| Bruno Kahl            | 2016. -       |

- kurziv označava vršitelja dužnosti

## Poveznice
- BfV, njemačka sigurnosna služba
- BAMAD, njemačka vojna obavještajna služba
- CIA, američka obavještajna služba
- DGSE, francuska obavještajna služba
- MI6, britanska obavještajna služba
- Mossad, izraelska obavještajna služba
- SOA, hrvatska sigurnosno-obavještajna služba

## Vanjske poveznice
- Službena stranica